# 피닉스 영화 비평가 협회
피닉스 영화 비평가 협회(-映畫批評家協會, 영어: Phoenix Film Critics Society)는 미국 애리조나주 피닉스의 영화 평론가 조직이다.